# Terfenadină
Terfenadina  este un antihistaminic H1 derivat de piperidină, de generația a 2-a, și a fost utilizat în tratamentul alergiilor. Calea de administrare disponibilă era cea orală.
Utilizarea sa a fost înlocuită de metabolitul său, fexofenadina, în anii 1990, datorită riscului crescut al terfenadinei de a produce dereglări ale inimii, în special aritmii cardiace cu prelungirea intervalului QT.:53

## Utilizări medicale
Terfenadina a fost utilizată ca tratament simptomatic în alergii.